# Zahořánky
Zahořánky (německy Kaltenbirken) jsou malá vesnice, část městyse Přídolí v okrese Český Krumlov. Nachází se asi 3,5 km na jihovýchod od Přídolí. Je zde evidováno 34 adres.
Zahořánky leží v katastrálním území Malčice-Osek o výměře 8,89 km².

## Historie
První písemná zmínka o vesnici pochází z roku 1379. V roce 1921 zde žilo ve 13 domech 78 obyvatel, z toho 76 německé národnosti, osada tehdy byla součástí obce Malčice.

## Pamětihodnosti
- Výklenková kaplička